# Robert Schuman
Jean-Baptiste Nicolas Robert Schuman (n. 29 iunie 1886, Lëtzebuerg, Luxemburg – d. 4 septembrie 1963, Scy-Chazelles⁠(d), Lorraine⁠(d), Franța) a fost un politician, om de stat, avocat și diplomat francez. Este considerat drept unul din părinții fondatori ai Uniunii Europene.
În mai multe rânduri ministru, inclusiv ministru al Afacerilor Externe, apoi, în două rânduri, președinte al Consiliului de Miniștri al Franței, Robert Schuman a exercitat și funcția de președinte al Parlamentului European, între 1958 și 1960.

## Biografie

### Copilăria
Tatăl lui Robert Schuman, Jean-Pierre Schuman (1837-1900), s-a născut cetățean francez de limbă luxemburgheză la Évrange, sat loren situat la frontiera franco-luxemburgheză. În 1871, după anexarea unei părți din Lorena de către Germania, a devenit cetățean german. Mama lui Robert Schuman, Eugénie Duren (1864-1911), o luxemburgheză născută la Bettembourg, a primit naționalitatea germană prin căsătoria cu Jean-Pierre Schuman. Deși s-a născut la Clausen, un cartier periferic al Luxemburg-ului (unde casa sa natală există și astăzi, la mai puțin de 300 de metri de clădirea Secretariatului General al Parlamentului European, care îi poartă azi numele), Robert Schuman a fost german prin naștere.
Tânărul Robert Schuman a frecventat școala primară și secundară (Atheneum) în capitala Marelui Ducat al Luxemburgului, unde a învățat limba franceză, limba sa maternă fiind luxemburgheza, iar a doua sa limbă fiind limba germană. Întrucât diploma eliberată de școala din Luxemburg nu a fost recunoscută de autoritățile germane, a trecut, în 1904, examenul cunoscut în Germania sub numele de Abitur, iar în Franța și România sub numele de Bacalaureat, la Liceul Imperial din Metz, în vremea aceea, în Germania. După ce și-a făcut studiile superioare de drept în Germania, la Bonn, Berlin, Munchen și Strasburg, și-a deschis un cabinet de avocat la Metz, în iunie 1912. Paralel cu studiile, s-a alăturat organizației studențești franceze Conférence Olivaint, căreia i-a rămas fidel tovarăș de drum.
A desfășurat o intensă activitate în cadrul organizațiilor catolice. În timpul primului război mondial a făcut parte din serviciul auxiliar al armatei germane, iar apoi a fost detașat în administrația civilă.
După re-alipirea Alsaciei și Lorenei la Franța, devenit cetățean francez, Schuman este ales deputat și a avut un rol decisiv în asigurarea re-integrării progresive ale celor două provincii. Ca militant catolic, a reușit să mențină regimul confesional și școlar în Alsacia și a luptat pentru acordarea unui rol sporit al Bisericii Catolice în cadrul societății franceze, precum și pentru dreptate socială.
În anul 1940, până la arestarea sa de către Gestapo în luna septembrie 1940, a făcut parte ca sub-secretar de stat pe probleme de refugiați în cadrul guvernelor Paul Reynaud și Philippe Pétain. Pus în domiciliu supravegheat, în 1942, reușește să evadeze și intră în mișcarea de rezistență.
În septembrie 1944 a revenit în Lorena, a fost ales deputat și devine Ministru de Finanțe în anul 1946 în cadrul guvernului Paul Ramadier. Între 1947 și 1948 a deținut funcția de Prim-Ministru. În lupta contra inflației și a pieței negre, a urmărit o politică de restricții pentru atingerea echilibrului bugetar.

Bustul lui Robert Schuman ca element al Monumentului părinților fondatori ai Uniunii Europene din Parcul Herăstrău din București

Opera sa politică esențială se situează în perioada 1948-1952, timp în care a îndeplinit funcția de ministru de externe și a imprimat orientări noi în politica externă a Franței. Dubla sa cultură a fost foarte utilă în realizarea reconcilierii franco-germane. În același timp, a pus fundația construcției europene, instalând o autoritate supra-națională la Luxemburg - Comunitatea Europeană a Cărbunelui și Oțelului, care includea și Republica Federală Germania. Procesul început prin Tratatul de la Paris din 1951, a fost continuat prin proiectul pieței comune europene (CEE), ratificat la Roma în 1957. 
Schuman a mai îndeplinit un scurt mandat ca ministru de justiție în 1955, apoi între 1958 și 1960 a fost primul președinte al Adunării parlamentare europene.
A încetat din viață în 1963, un an după retragerea sa din viața politică.
Ca omagiu pentru contribuția sa la fondarea Uniunii Europene, bustul său a fost inclus printre cele 12 busturi de oameni politici reunite în Monumentul părinților fondatori ai Uniunii Europene, inaugurat la București, la 9 mai 2006, de Ziua Europei, pe Insula Trandafirilor din Parcul Herăstrău.